# João Batista de La Salle
João Batista de La Salle (Reims, 30 de abril de 1651 - Saint-Yon, 7 de abril de 1719) foi um sacerdote, pedagogo e pedagogista francês inovador, que consagrou sua vida a formar professores destinados à formação de crianças pobres. Foi fundador de uma congregação religiosa, os Irmãos das Escolas Cristãs, ou Irmãos Lassalistas, dedicada à educação, especialmente dos mais pobres. Em 15 de maio de 1950, foi declarado patrono de todos os educadores pelo Papa Pio XII.
Foi canonizado pela Igreja Católica. Sua festa litúrgica é comemorada no dia 7 de abril.

## Vida e obra
Filho mais velho de Luis de La Salle e Nicole Moët, João Batista de La Salle nasceu em Reims. Aos 11 anos de idade ele recebeu sua tonsura e foi nomeado cânone da Catedral de Notre-Dame de Reims.
Com a morte de seus pais, La Salle teve que encarregar-se da administração dos bens de sua família e cuidar dos irmãos mais novos.
Ao terminar seus estudos de Teologia foi ordenado sacerdote em 9 de abril de 1678.
Dois anos mais tarde, obteve o título de doutor em teologia. Nesse período de sua vida, se comprometeu com um grupo de jovens pouco instruídos, a fim de fundar escolas para crianças pobres.    
Naquela época, só algumas pessoas viviam com luxo, a maioria era muito mais pobre.
Viviam em condições de extrema pobreza: os camponeses nas aldeias e os trabalhadores miseráveis nas cidades. Só um número reduzido podia enviar seus filhos à escola. Comovido com a situação da classe mais pobre da sociedade, abandonou seu lar em Reims e foi viver com os professores, renunciou à sua fortuna e organizou a comunidade que hoje chamamos de Irmãos das Escolas Cristãs ou Irmãos Lassalistas.

## Vocação Sacerdotal
Nascido de uma família de juristas, era o filho primogênito de Luis de La Salle e Nicolasa Moët. Luis era conselheiro do Rei Luis XIV, e Nicole era de uma família de fabricantes de Champanhe. Seu pai lhe havia preparado uma carreira jurídica, porém João Batista escolheu a vocação religiosa. Durante a infância se comprazia em sérios exercícios espirituais, oração e leitura de livros. Desde muito cedo sentiu-se impulsionado a consagrar-se a Deus e a assumir o estado eclesial. Sua firmeza e determinação convenceu seus pais a darem permissão. 
Em 17 de Março de 1668 recebeu as ordens menores em Reims. Sua vocação foi posta à prova devido à morte de seus pais. Sua mãe faleceu em 19 de Julho de 1671, seu pai em 9 de Abril de 1672. Assumiu a tutela de seus irmãos e irmãs, encontrando um orientador em seu primo Nicolás Roland, apenas 9 anos mais velho que ele, auxiliar na Catedral de Reims.
Retomou seus estudos de Teologia, tendo recebido o subdiaconato em 11 de Julho de 1672, em Cambray. Durante 4 anos, de 1672 a 1676 conciliou suas atividades canônicas, estudos e obrigações familiares. Foi ordenado sacerdote em 9 de Abril de 1678 e recebeu o título de doutor em teologia em 1680.

## Vida Sacerdotal
A senhora Maillefer, prima de São João Batista, neste tempo patrocinava um projeto de abrir escolas para pobres, em colaboração com o primo Nicolás Roland, porém, a morte de Nicolás ,em 1678, interrompeu esse projeto. Mas Maillefer não renuncia ao projeto e o coloca a cargo de Adrian Nyel, pessoa conhecida por seu zelo na educação cristã de crianças pobres, que se dirige a Reims com uma carta a João Batista.
Em princípios de 1679, João Batista alugou uma casa e fundou uma escola gratuita.
Em 1681 começa a receber professores pobres, definindo um regulamento, por primeiro sobre o modo de comportar-se, depois sobre a oração, Santas Missas e refeições.
Em 1683 renunciou aos seus bens e em 25 de Maio de 1684 fundou a Congregação dos Irmãos das Escolas Cristãs, com o objetivo de abrir escolas profissionais e lugares de educação para jovens que viviam nas ruas. Também em 1684 fundou em Reims a primeira escola para professores. Em 1688 abriu as primeiras escolas em Paris. Em 1692 criou o primeiro noviciado para os irmãos e em 1698 terminou de redigir as regras da Congregação.
Nas suas escolas introduziu diversas inovações como método de ensino: as lições eram dadas para um grupo, não mais tinham caráter particular; as aulas eram em francês, não mais em latim; aulas específicas de línguas modernas, matemática e ciências; os alunos eram divididos em classes por idade e conhecimento; horário definido para as aulas; escolas correcionais para jovens que haviam cometido crimes; os professores deveriam ter cursado as escolas normais. Todas modificações eram absolutas novidades na França e balizam a rotina pedagógica presente até os dias atuais.
Desenvolveu uma Teologia da Educação ao escrever várias obras sobre a educação escolar e espiritual, entre elas destaca-se Guia para Escolas Cristãs, um dos melhores livros de pedagogia do século XVII, que foi dominante nas escolas francesas por mais de um século. Trata-se de um livro em que João Batista resumiu a experiência pedagógica sua e dos primeiros irmãos. Escreveu também vários catecismos para uso escolar. Entre os livros espirituais, deve-se destacar as meditações, onde traça um itinerários espiritual completo para professores cristãos. 
Morreu em 7 de Abril de 1719, em Saint-Yon, Ruán. Foi beatificado em 1888 e canonizado em 24 de maio de 1900, pelo papa Leão XIII.